# Macrocondyla flavinervis
Macrocondyla flavinervis är en tvåvingeart som först beskrevs av Macquart 1846.  Macrocondyla flavinervis ingår i släktet Macrocondyla och familjen svävflugor. Inga underarter finns listade i Catalogue of Life.